# Machaeraptenus yepezi
Machaeraptenus yepezi är en fjärilsart som beskrevs av De Toulgoët 1984. Machaeraptenus yepezi ingår i släktet Machaeraptenus och familjen björnspinnare. Inga underarter finns listade i Catalogue of Life.